# Općinska nogometna liga Virovitica 1972./73.
Općinska nogometna liga Virovitica za sezonu 1972./73. 
 
Sudjelovalo je 10 klubova, a prvak je bila "Crvena zvezda" iz Novog Obilićeva (današnje Zvonimirovo). 

## Ljestvica
| mj. | klub                         | ut. | pob. | ner. | por. | gol+ | gol- | bod |
| --- | ---------------------------- | --- | ---- | ---- | ---- | ---- | ---- | --- |
| 1.  | Crvena zvezda Novo Obilićevo | 17  | 13   | 2    | 2    | 76   | 38   | 28  |
| 2.  | Bilogora Špišić Bukovica     | 18  | 12   | 4    | 2    | 52   | 24   | 28  |
| 3.  | Slavonac Pčelić              | 18  | 10   | 5    | 3    | 59   | 38   | 25  |
| 4.  | Jedinstvo Gradina            | 18  | 7    | 4    | 7    | 68   | 48   | 18  |
| 5.  | Čelik Dijelka                | 18  | 9    | 0    | 9    | 70   | 57   | 18  |
| 6.  | Tehničar Cabuna              | 18  | 7    | 4    | 7    | 61   | 57   | 18  |
| 7.  | Bratstvo Borova              | 17  | 7    | 4    | 6    | 42   | 44   | 18  |
| 8.  | Zvijezda Turanovac           | 18  | 6    | 3    | 9    | 33   | 53   | 15  |
| 9.  | Rapid Virovitica             | 18  | 4    | 0    | 14   | 37   | 79   | 8   |
| 10. | Borac II Virovitica          | 18  | 1    | 0    | 17   | 30   | 90   | 2   |

- ljestvica bez rezultata jedne utakmice
- Novo Obilićevo (također i kao Obilićevo) – tadašnji naziv za Zvonimirovo
- Dijelka – danas dio naselja Veliko Polje

## Rezultatska križaljka
| kratica | klub                         | BIL | BOR | BRA | CRZ | ČEL | JED | RAP | SLA | TEH | ZVI |
| --- | ---------------------------- | --- | --- | --- | --- | --- | --- | --- | --- | --- | --- |
| BIL | Bilogora Špišić Bukovica     |     |     |     |     |     |     |     |     |     |     |
| BOR | Borac II Virovitica          |     |     |     |     |     |     |     |     |     |     |
| BRA | Bratstvo Borova              |     |     |     |     |     |     |     |     |     |     |
| CRZ | Crvena zvezda Novo Obilićevo |     |     |     |     |     |     |     |     |     |     |
| ČEL | Čelik Dijelka                |     |     |     |     |     |     |     |     |     |     |
| JED | Jedinstvo Gradina            |     |     |     |     |     |     |     |     |     |     |
| RAP | Rapid Virovitica             |     |     |     |     |     |     |     |     |     |     |
| SLA | Slavonac Pčelić              |     |     |     |     |     |     |     |     |     |     |
| TEH | Tehničar Cabuna              |     |     |     |     |     |     |     |     |     |     |
| ZVI | Zvijezda Turanovac           |     |     |     |     |     |     |     |     |     |     |
| |                              |     |     |     |     |     |     |     |     |     |     |
| podebljan rezultat - utakmice od 1. do 9. kola (1. utakmica između klubova) rezultat normalne debljine - utakmice od 10. do 18. kola (2. utakmica između klubova) rezultat nakošen - nije vidljiv redoslijed odigravanja međusobnih utakmica iz dostupnih izvora rezultat smanjen * - iz dostupnih izvora nije uočljiv domaćin susreta prekrižen rezultat - poništena ili brisana utakmica p - utakmica prekinuta 3:0 p.f. / 0:3 p.f. - rezultat 3:0 bez borbe n.i. - nije igrano |                              |     |     |     |     |     |     |     |     |     |     |

 Izvori: